# Marne-la-Vallée
Marne-la-Vallée [maʁn la vaˈle] ist der Name einer von insgesamt fünf Villes nouvelles im Großraum Paris. Sie liegt östlich von Paris. Der Gemeindeverbund ist am 17. August 1972 aus dem Zusammenschluss von 27 Communes aus den Départements Seine-et-Marne, Seine-Saint-Denis und Val-de-Marne hervorgegangen. Die Einwohner nennen sich Marnovalliens.

## Geographie

Marne-la-Vallée befindet sich rund 30 Kilometer östlich von Paris und umfasst eine Fläche von 17.124 Hektar.
Marne-la-Vallée wird seit dem 24. März 1987 in vier Sektionen verwaltet, die auch auf der Karte dargestellt sind:
- 1 Porte de Paris (Départements Seine-Saint-Denis und Val-de-Marne)

- Noisy-le-Grand, Villiers-sur-Marne, Bry-sur-Marne

- 2 Val Maubuée (Département Seine-et-Marne)

- Torcy, Champs-sur-Marne, Croissy-Beaubourg, Émerainville, Lognes, Noisiel

- 3 Val de Bussy (Département Seine-et-Marne)

- Bussy-Saint-Georges, Lagny-sur-Marne, Bussy-Saint-Martin, Chanteloup-en-Brie, Collégien, Conches-sur-Gondoire, Ferrières-en-Brie, Gouvernes, Guermantes, Jossigny, Montévrain, Saint-Thibault-des-Vignes

- 4 Val d’Europe (Département Seine-et-Marne)

- Chessy, Coupvray, Bailly-Romainvilliers, Magny-le-Hongre, Serris, Villeneuve-le-Comte

## Liste der Gemeinden und Städte, die zusammen Marne-la-Vallée bilden
- Noisy-le-Grand
- Villiers-sur-Marne
- Bry-sur-Marne
- Champs-sur-Marne
- Croissy-Beaubourg
- Émerainville
- Lognes
- Noisiel
- Torcy
- Bussy-Saint-Georges
- Bussy-Saint-Martin
- Chanteloup-en-Brie
- Collégien
- Conches-sur-Gondoire
- Ferrières-en-Brie
- Gouvernes
- Guermantes
- Jossigny
- Lagny-sur-Marne
- Montévrain
- Saint-Thibault-des-Vignes
- Bailly-Romainvilliers
- Chessy
- Coupvray
- Magny-le-Hongre
- Serris
- Villeneuve-le-Comte

## Bevölkerungsentwicklung
Die folgende Tabelle zeigt die Bevölkerungsentwicklung in ganz Marne-la-Vallée von 1968 bis 2022 und zeigt auch die ursprünglich prognostizierten Zahlen für das Jahr 2020.
| Sektor           | 1968   | 1975    | 1982    | 1990    | 1999    | 2006    | 2009    | 2011    | 2012    | 2013    | 2014    | 2015    | 2016    | 2017    | 2018    | 2019    | 2020    | 2021    | 2022    | 2020 (Planung) |
| ---------------- | ------ | ------- | ------- | ------- | ------- | ------- | ------- | ------- | ------- | ------- | ------- | ------- | ------- | ------- | ------- | ------- | ------- | ------- | ------- | -------------- |
| Porte de Paris   | 52.901 | 61.225  | 74.775  | 90.598  | 99.849  | 106.511 | 106.975 | 106.179 | 106.648 | 107.447 | 109.439 | 111.318 | 112.602 | 113.263 | 113.637 | 114.291 | 116.194 | 118.443 | 122.274 | 125.000        |
| Val Maubuée      | 10.270 | 15.414  | 47.179  | 78.952  | 85.128  | 86.602  | 87.048  | 86.802  | 87.694  | 87.691  | 87.601  | 87.935  | 87.258  | 86.546  | 87.611  | 87.682  | 87.544  | 87.841  | 89.710  | 100.000        |
| Val de Bussy     | 21.353 | 23.938  | 27.431  | 36.043  | 49.510  | 63.892  | 70.859  | 73.806  | 74.782  | 76.001  | 78.166  | 80.107  | 81.492  | 82.963  | 83.571  | 84.512  | 84.549  | 84.719  | 86.236  | 70.000         |
| Val d’Europe     | 1.829  | 2.543   | 3.264   | 5.242   | 11.884  | 22.445  | 26.250  | 30.132  | 31.390  | 32.568  | 33.839  | 34.343  | 34.819  | 35.553  | 36.185  | 37.008  | 37.522  | 37.633  | 38.214  | 60.000         |
| Einwohner gesamt | 86.353 | 103.120 | 152.649 | 210.835 | 246.371 | 279.460 | 291.132 | 296.919 | 300.514 | 303.707 | 309.045 | 313.703 | 316.171 | 318.325 | 321.004 | 323.493 | 325.809 | 328.636 | 336.434 | 355.000        |

## Verkehrsanbindung

Diese Karte zeigt die Strecken der Vorortzüge, die von Paris nach Marne-la-Vallée führen.
Marne-la-Vallée ist mit mehreren Bahnhöfen an das Netz der Linien A und E des RER Île-de-France angeschlossen. Der RER-Bahnhof Marne-la-Vallée Chessy - Parcs Disneyland ist mit dem Bahnhof Marne-la-Vallée Chessy TGV integriert, in dem seit 1994 verschiedene Hochgeschwindigkeitszüge halten, die über die LGV Interconnexion Est verkehren.

## Einrichtungen
Zum Bereich mit über einer Viertelmillion Einwohnern (1999) auf 15.215 Hektar gehört die Universität Gustave Eiffel, das Disneyland Paris (1992), drei Einkaufszentren (Val d’Europe, Arcades und Bay 1 + 2), der TGV-Bahnhof Marne-la-Vallée - Chessy und ein Prêt-à-porter-Shopping-Dorf (La Vallée Village) sowie ein Sea Life Centre. Mehrere Verwaltungen international bekannter Unternehmen haben hier ihren französischen Hauptsitz.

## Bildung
- École des Ponts ParisTech

## Bildergalerie

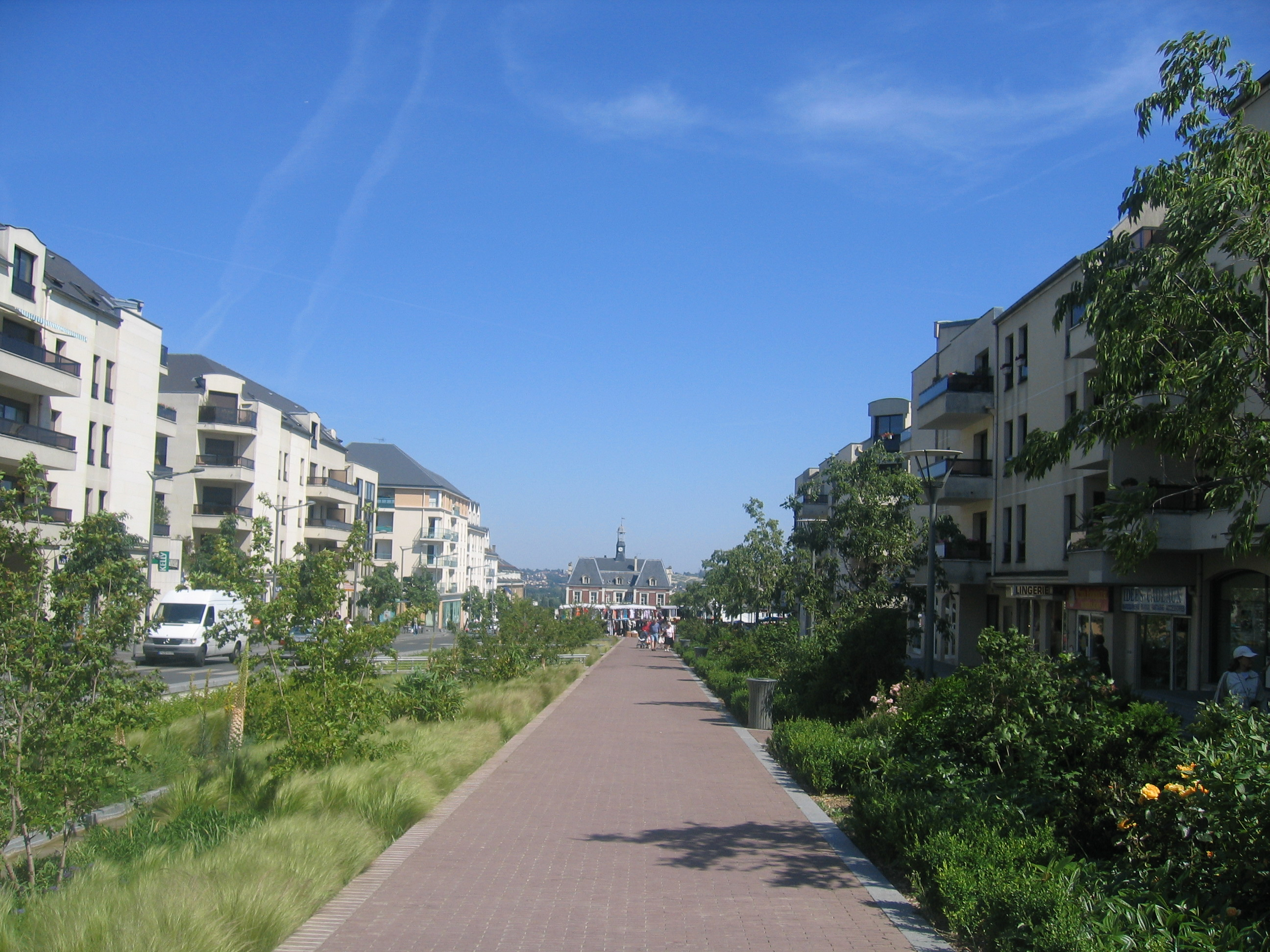
Zentrum von Noisy-le-Grand.
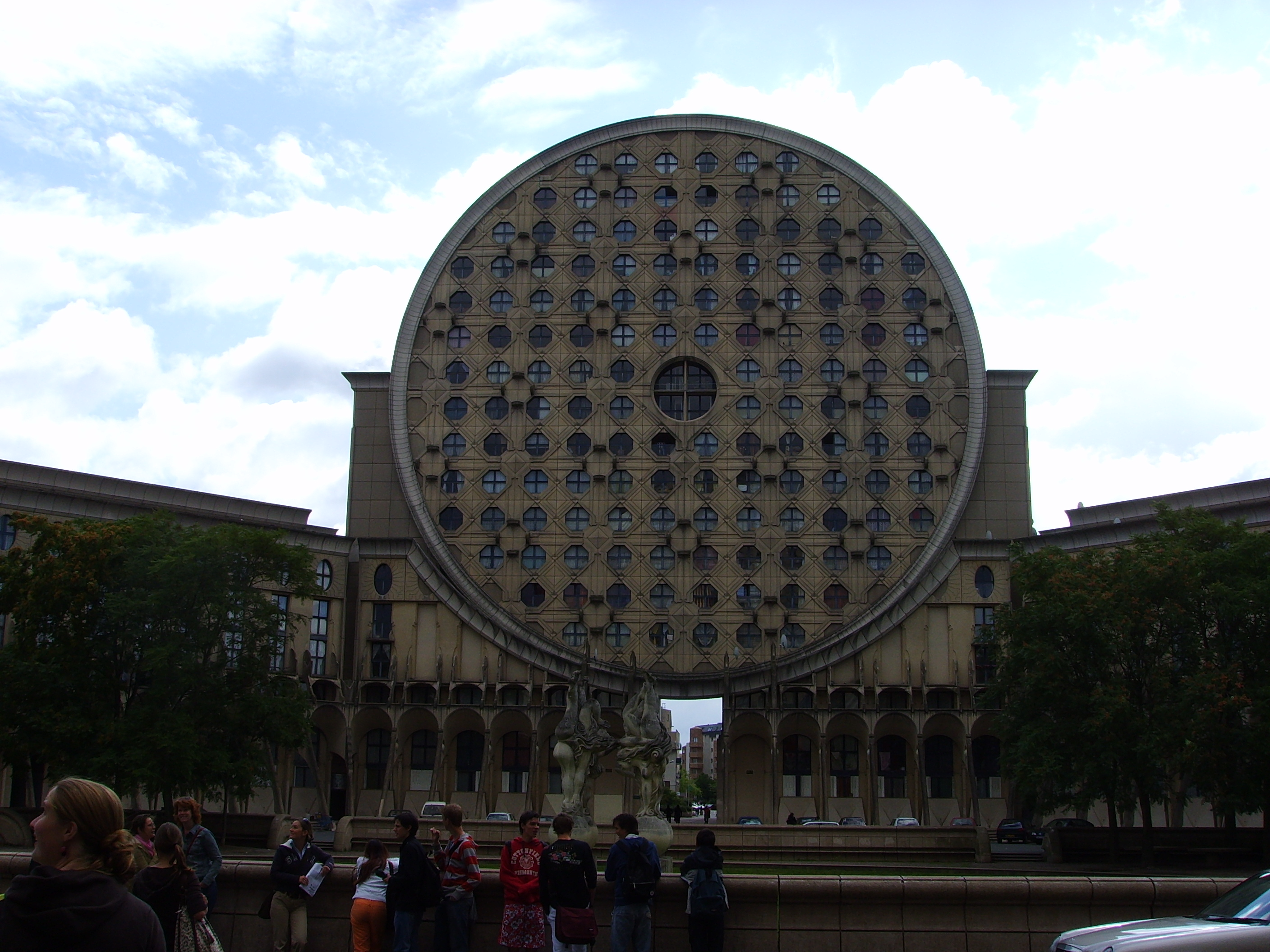
Arènes de Picasso in Noisy-le-Grand.
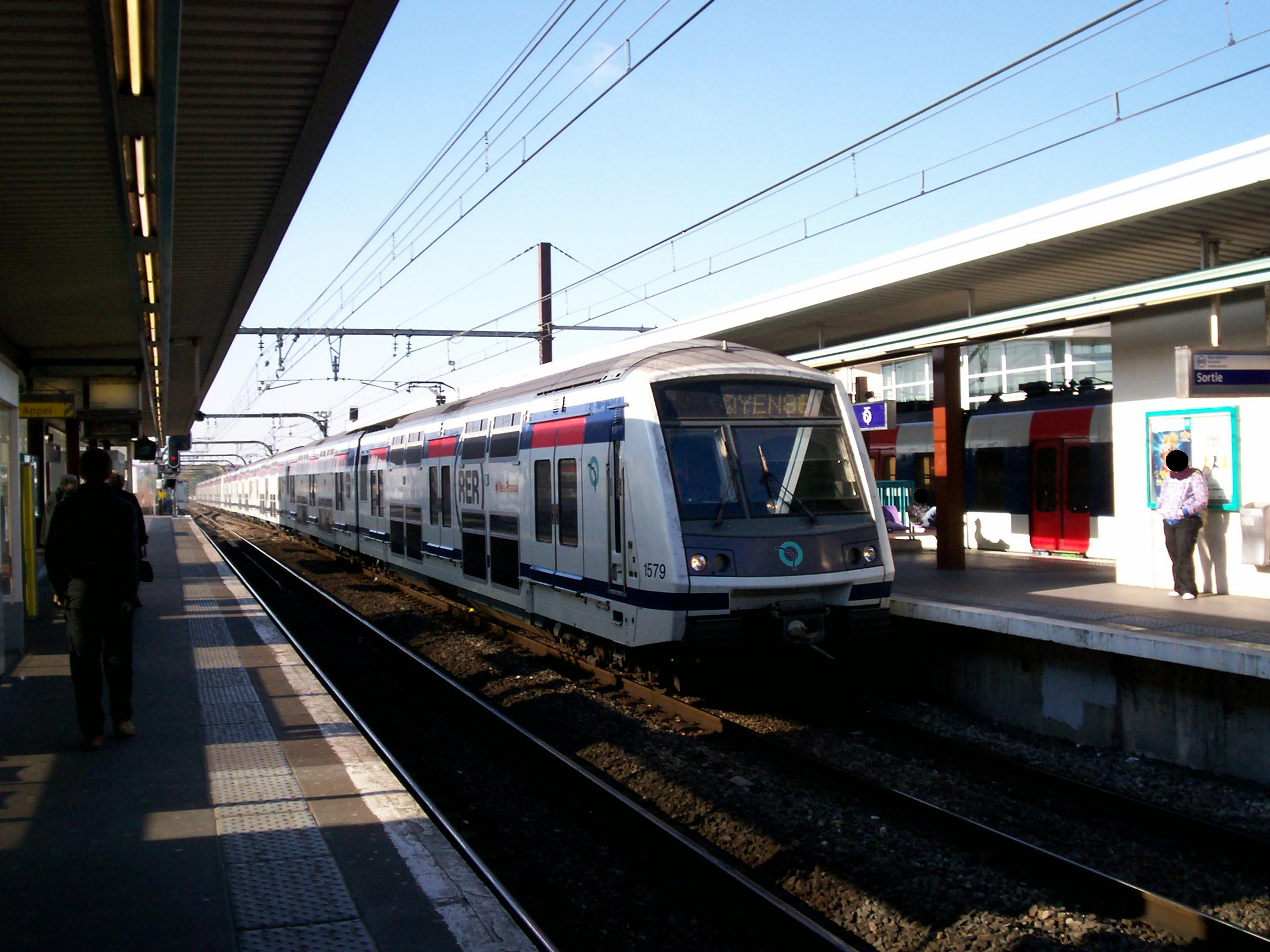
Bahnhof Torcy.
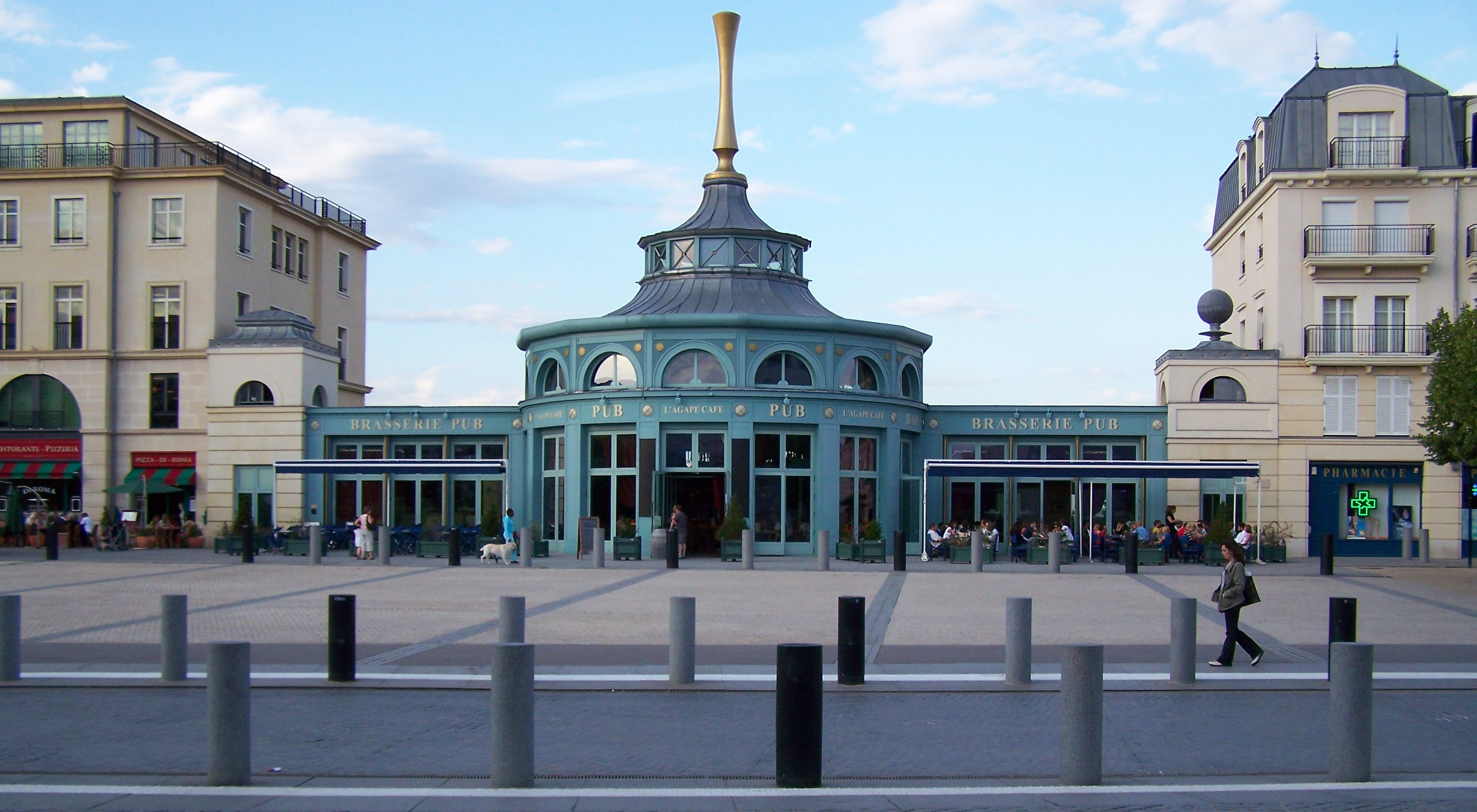
Die Place d’Ariane im Zentrum von Val d’Europe.
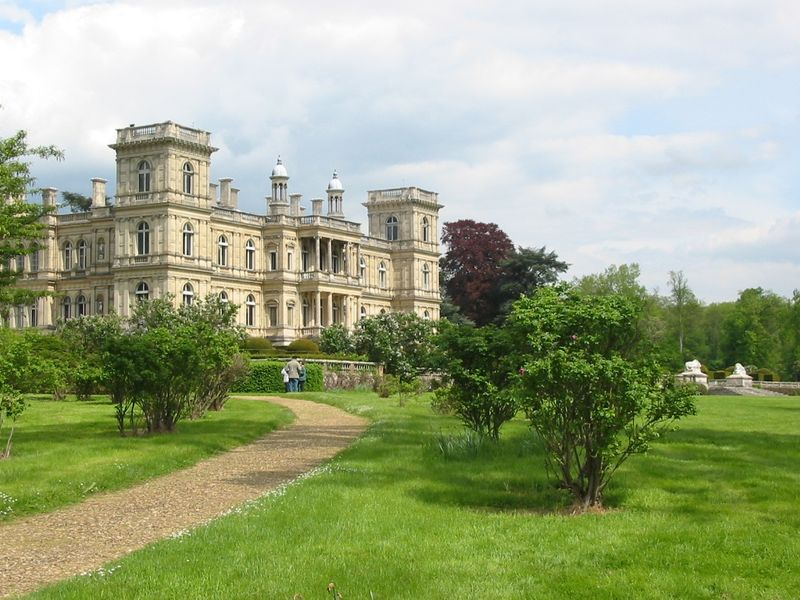
Château de Ferrières.
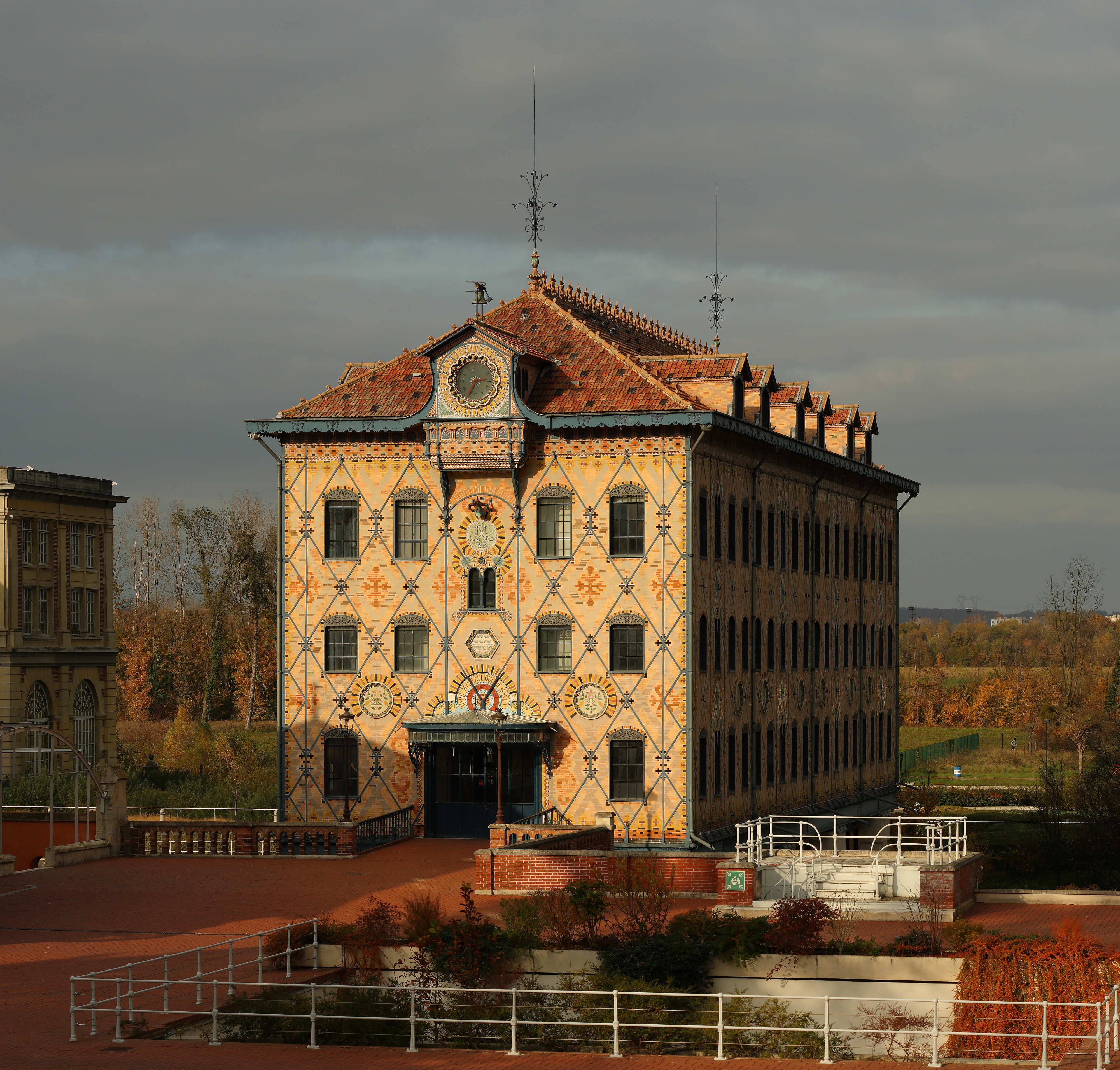
Die Chocolaterie Menier in Noisiel.